# Schinostethus opacus
Schinostethus opacus is een keversoort uit de familie keikevers (Psephenidae). De wetenschappelijke naam van de soort werd in 1880 als Cophaethetus opacus gepubliceerd door Charles Owen Waterhouse.